# Пенарол
«Пенаро́л» — бразильский футбольный клуб из города Итакуатиара, штата Амазонас. Назван в честь уругвайского клуба «Пеньяроль».

## История
Клуб основан 8 августа 1947 года, домашние матчи проводит на стадионе «Флору ди Мендонса», вмещающем 3 тысячи зрителей. Главным достижением «Пенарола» являются победы в чемпионате штата Амазонас в 2010, 2011 и 2020 годах.
В 2011—2012 гг клуб выступал в Серии D Бразилии. Вернулся в этот дивизион в 2021 году после третьей победы в чемпионате штата.

## Достижения
- Чемпион Лиги Амазоненсе (3): 2010, 2011, 2020